# Estació de Molins de Rei
Molins de Rei és una estació de ferrocarril propietat d'adif situada a la població de Molins de Rei a la comarca del Baix Llobregat. L'estació es troba a la línia Barcelona-Martorell-Vilafranca-Tarragona per on circulen trens de la línia R1 i R4 de Rodalies de Catalunya operat per Renfe Operadora. La majoria dels trens de la línia R1 finalitzen a l'Hospitalet de Llobregat i la resta en aquesta estació.
Aquesta estació de la línia de Martorell o Vilafranca va entrar en servei l'any 1854 quan es va obrir el primer tram de la línia entre l'antiga estació de plaça de Catalunya i Molins de Rei, dos anys més tard la línia es va ampliar fins a una estació provisional a Martorell.
Actualment l'edifici de l'estació de Molins de Rei és, juntament amb la de Cornellà, el més antic de Catalunya i d'arreu de la Peninsula Ibèrica que es conserva dels inicis del ferrocarril, després de l'enderroc de la de Sant Feliu de Llobregat.
Aquesta estació es troba dins de la tarifa plana de l'àrea metropolitana de Barcelona, qualsevol trajecte entre dos dels municipis de l'àrea metropolitana de Barcelona valida com a zona 1. L'any 2016 va registrar l'entrada de 1.093.000 passatgers.

## Història
El tren va arribar a Molins de Rei amb la construcció de la segona línia de tren que es feia a Catalunya, que uníria Martorell amb Barcelona. Va ser dut a terme per la Companyia de Ferrocarril de Barcelona a Martorell.
Els treballs de construcció de l'estació van suposar la elevació de tota l'àrea per igualar el desnivell que presentava el terreny. Es va posar en servei el 26 de novembre de 1854 amb la circulació dels primers trens entre Molins i Barcelona en via única. El 30 de setembre de 1855 s'enllestia la segona via en tot el recorregut. Fet que suposava que primer cop l'ús de doble via en una línia de ferrocarril a Catalunya
L'arribada del ferrocarril va revolucionar el transport de la vila, beneficiant el comerç i l'industria. El 1956 l'estació deixava de ser capçalera en perllogant-se la línia fins Martorell.

## Serveis ferroviaris
| Rodalia de Barcelona                                    |           |       |                         |                        |
| Procedència/Destinació                                  | <         | Línia | >                       | Procedència/Destinació |
| terminal                                                | terminal  |       | Sant Feliu de Llobregat | Arenys de Mar Mataró   |
| Sant Vicenç de Calders Vilafranca del Penedès Martorell | El Papiol |       | Sant Feliu de Llobregat | Terrassa Manresa       |

## Edifici
L'edifici de l'estació és neoclàssic d'una sola planta. La seva estructura és simètrica: a la part central es troba l'entrada principal, sobre uns graons, formada per un pòrtic amb 4 columnes d'estil dòric i rematada per un frontó amb rosetó al mig. A banda i banda, hi ha una portada emmarcada per volutes.
La part superior de l'edifici està cornada per un terrat amb barana de pedra. Tota la façana, pintada, alterna els colors blanc i vermell (anteriorment crema). L'interior està distribuït en grans espais i petites habitacions en funció de la seva finalitat.

## Galeria d'imatges

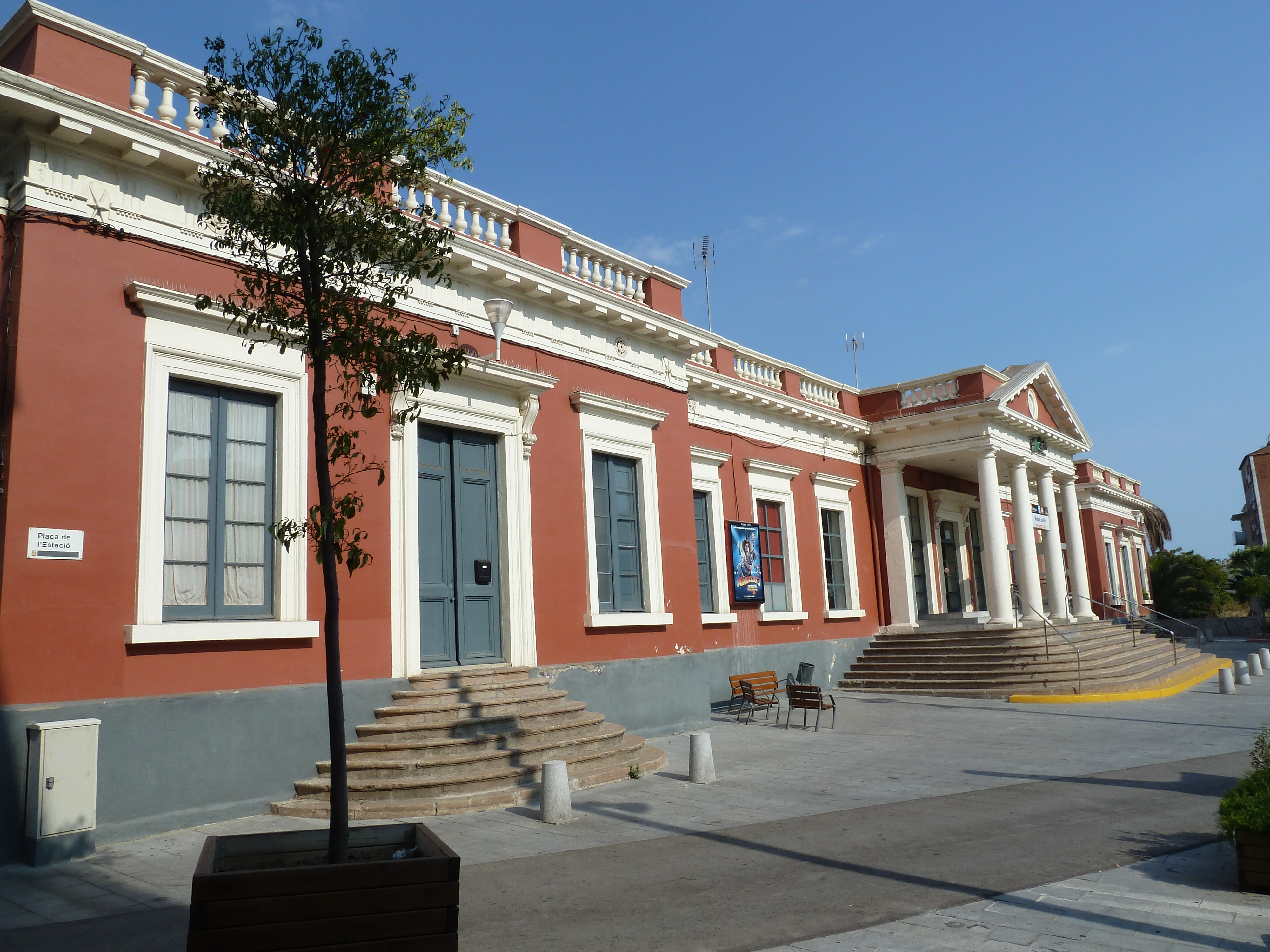
L'edifici de l'estació
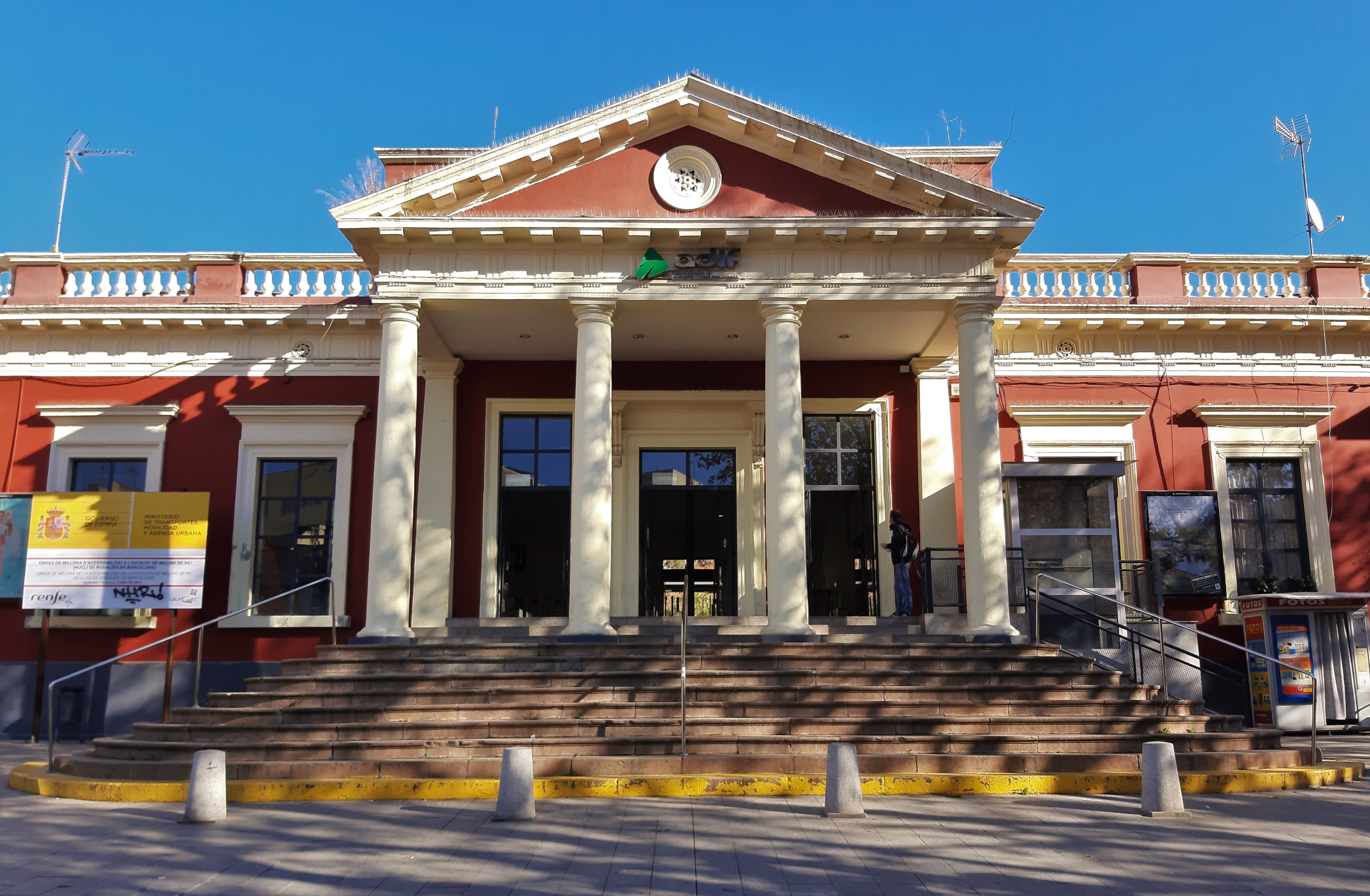
L'entrada a l'estació
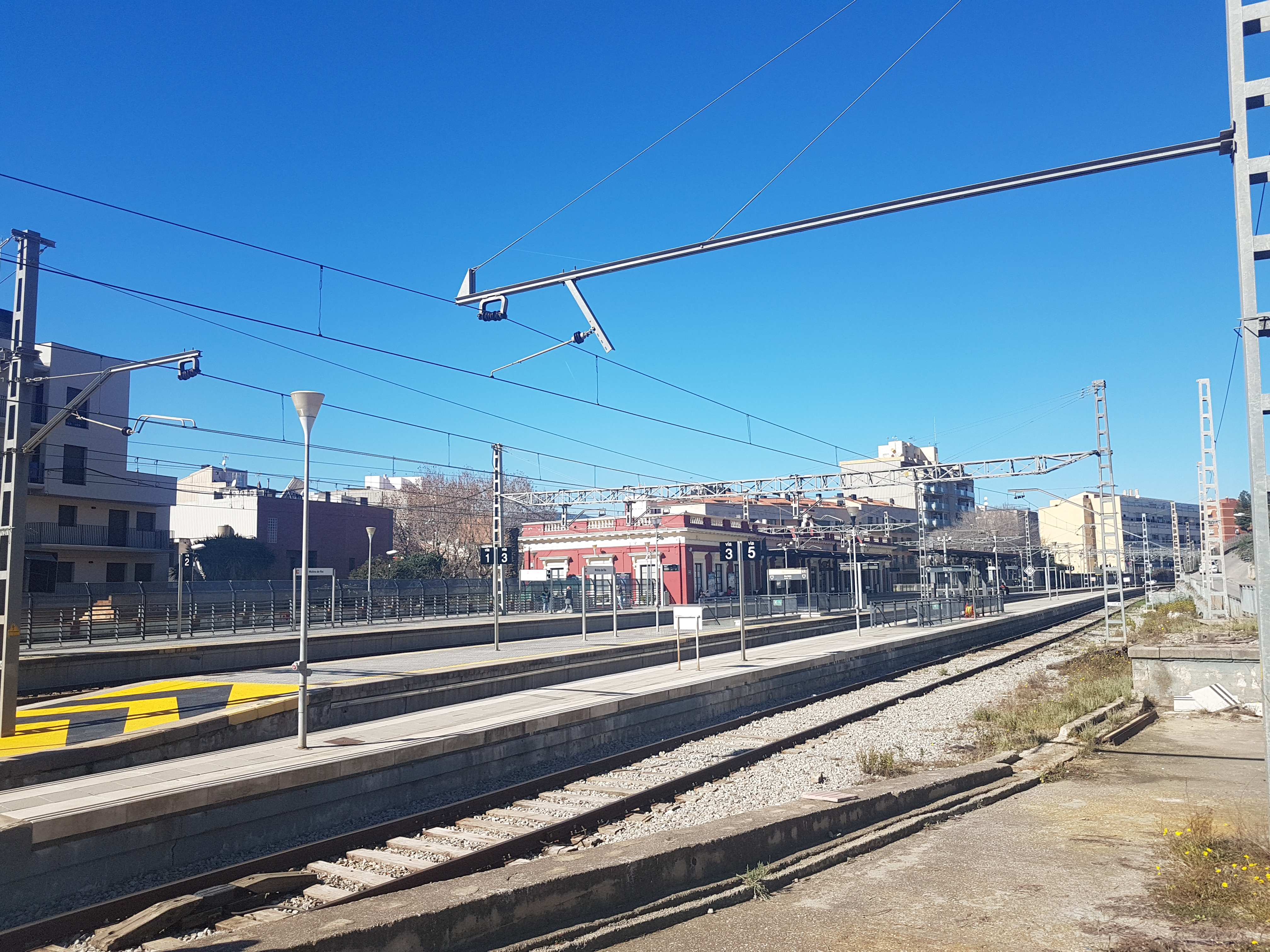
L'estació té 4 vies i 3 andanes
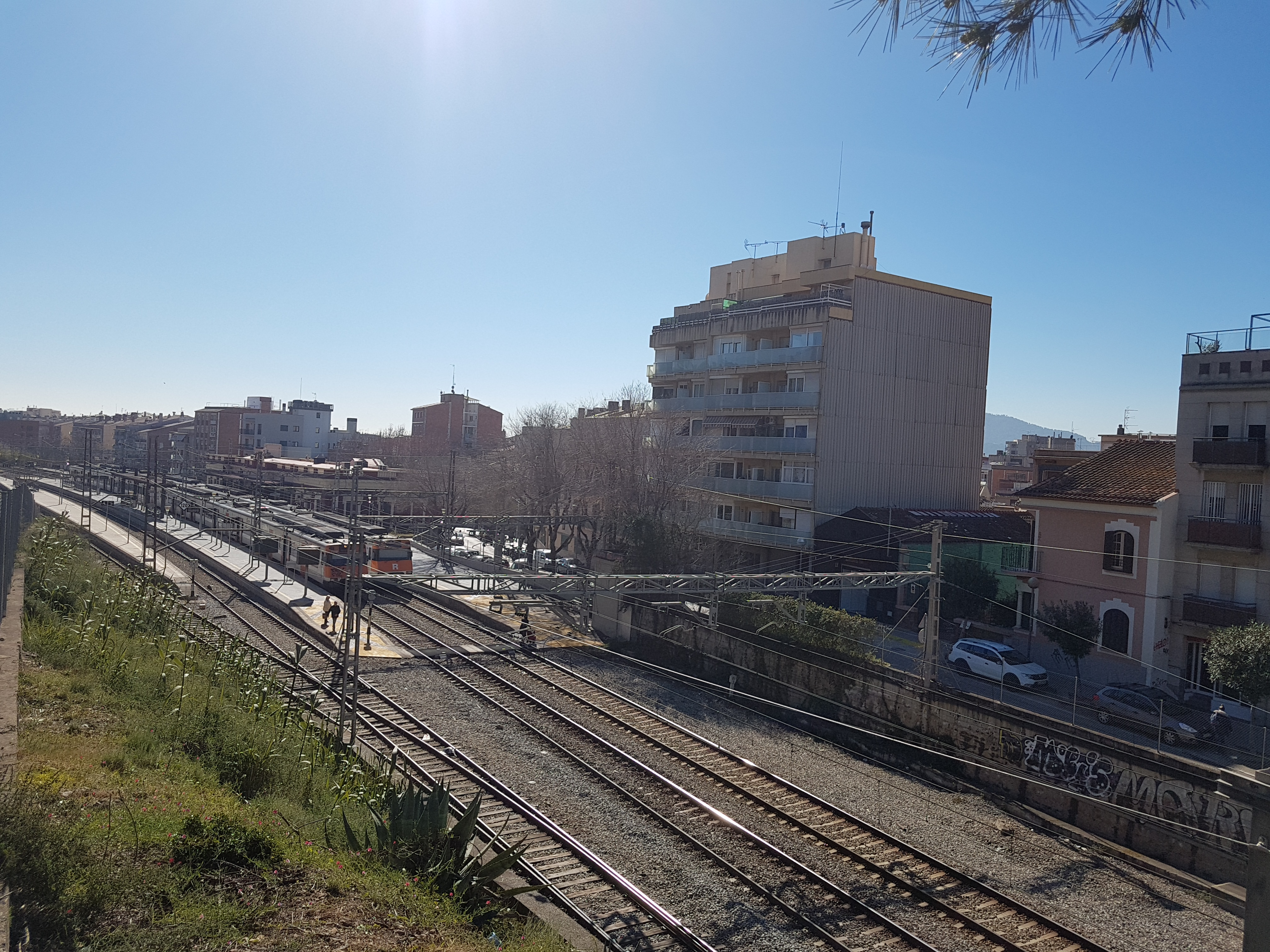
Per via 1 R4 Martorell i per via 2 R4 Terrassa